# Présidence finlandaise du Conseil de l'Union européenne en 2006
Présidence autrichienne du Conseil de l'Union européenne en 2006 Présidence allemande du Conseil de l'Union européenne en 2007
La présidence finlandaise du Conseil de l'Union européenne en 2006 désigne la deuxième présidence du Conseil de l'Union européenne effectuée par la Finlande depuis l'instauration de cette présidence en 1958.
Elle fait suite à la présidence autrichienne de 2006 et précède la présidence allemande du premier semestre 2007.

## Identité visuelle
L'identité visuelle créée pour la présidence finlandaise a pour but de refléter les changements dynamiques ayant lieu dans l'Union européenne.
Le logo s'inspire des lignes et des couleurs du paysage nordique. Les couleurs représentent l'horizon avec la présence du vert symbolisant la forêt en plein essor et le bleu reprenant l'eau miroitant au soleil.